# Urca de Lima
L’Urca de Lima est un navire espagnol qui a coulé en 1715 près de Fort Pierce, sur la côte est de la Floride, au sud-est des États-Unis. Il faisait partie de la flotte des Indes, qui servait au transport de l'empire espagnol des Indes vers l'Espagne de biens d'une grande variété. Les navires espagnols naviguaient en convois depuis l'Espagne et retraversaient l'Atlantique pour le voyage retour.  
L'Urca de Lima reliait La Havane sur l'île de Cuba à Séville ; il fit naufrage le 31 juillet 1715 à cause d'un ouragan, avec dix autres navires, tous perdus. Seule une frégate française, Le Griffon, qui accompagnait le convoi, est rentré en France. Les survivants trouvèrent refuge sur la côte de la Floride. D'une large capacité, il transportait notamment des produits venus des Philippines et du Mexique comme la vanille, le chocolat ou encore l'encens. 
Le nom original du navire était Santísima Trinidad. Son surnom Urca de Lima est dérivé du terme espagnol urca (qui désigne un bateau à voile) et du nom de son propriétaire Miguel de Lima y Melo. Un autre nom utilisé dans certaines sources historiques est Nao de Refuerzo. Urca de Lima était un navire marchand de 305 tonnes construit aux Pays-Bas.  
Son épave fut découverte en 1928. Les plongeurs y trouvèrent des canons ainsi que de l'argent, mais pas de pièces destinées au Trésor royal. L'épave est aujourd'hui protégée par le Florida Underwater Archaeological Preserve (en), un système de parcs sous-marins. Elle est inscrite depuis le 31 mai 2001 sur le Registre national des lieux historiques.

## Dans la culture
Le vaisseau et son trésor sont un élément clé de l'intrigue de la série télévisée Black Sails.